# Filip Moravčík
Filip Moravčík (* 27. července 1991, Nitra) je slovenský fotbalový záložník, od roku 2010 působí v A-týmu FC Nitra.

## Fotbalová kariéra
Svoji fotbalovou kariéru začal v FC Nitra, kde s výjimkou hostování v MFK Topoľčany v roce 2011, působí dodnes.